# Saison WNBA 2021
Navigation
Saison 2020 Saison 2022
La saison WNBA 2021 est la 25e saison de la Women's National Basketball Association (WNBA). Le Storm de Seattle sont les championnes en titre.
En raison de la pandémie de COVID-19, les équipes ont disputé une saison de 32 matchs (au lieu des 36 matchs convenus dans le calendrier original de la saison 2020) qui comprenait des mini-séries de deux matchs pour réduire les déplacements. La saison régulière s'est déroulée du 14 mai au 19 septembre, avec une pause du 12 juillet au 11 août pour les Jeux olympiques.
Cette saison a également marqué le lancement de la WNBA Commissioner's Cup, qui devait commencer lors de la saison 2020 mais a été décalée en raison de la pandémie de COVID-19. Le premier match à domicile et le premier match à l'extérieur de chaque équipe contre chacun de ses adversaires de conférence ont doublé en matchs de Coupe ; tous ces matchs ont été joués avant que la ligue ne prenne sa pause olympique. La finale de la Coupe, dénommée le match de championnat de la Coupe du commissaire, mettait en vedette les leadeurs des conférences au classement de la Coupe et s'est tenue le 12 août, trois jours avant que le reste de la ligue ne reprenne le jeu, au Footprint Center de Phoenix, en Arizona. Un prize pool de 500 000 $ a été prévu pour la Coupe, les joueuses de l'équipe gagnante garantissant un bonus minimum de 30 000 $ et ceux de l'équipe perdante garantis 10 000 $, et le MVP du match de championnat 5 000 $ supplémentaires. Le Seattle Storm a battu le Connecticut Sun 79-57 pour remporter la coupe inaugurale. Breanna Stewart a été nommée MVP du match.
Selon The Institute for Diversity and Ethics in Sports (TIDES) de l'université du centre de la Floride (UCF), la WNBA obtient une note de A+ pour la mesure de sa diversité raciale (A+) et de genre (A+), soit le plus haut chiffre de toutes les ligues professionnelles nord-américaines.

## Contexte

### Retraite de certaines joueuses
Le 8 février 2021, Crystal Langhorne a annoncé sa retraite après trois saisons dans la WNBA. Elle a remporté les titres WNBA 2018 et 2020 avec le Storm de Seattle. Langhorne a été deux fois All-Star et a remporté le prix de Most Improved Player en 2009. Elle a annoncé sa retraite pour devenir la directrice de l'engagement communautaire du Storm.
Le 9 février 2021, Renee Montgomery a annoncé sa retraite après onze saisons à jouer en WNBA. Elle a remporté les titres WNBA 2015 et 2017 avec le Lynx du Minnesota. Montgomery a remporté le prix WNBA Sixth Player de l'année en 2012 et a été deux fois All-Star.
Le 8 mars 2021, LaToya Sanders a annoncé sa retraite après neuf saisons à jouer en WNBA. Elle a remporté le titre WNBA 2019 avec les Mystics de Washington.
Le 15 mars 2021, Morgan Tuck annoncé sa retraite après cinq saisons à jouer en WNBA. Elle a remporté le titre WNBA 2020 avec le Storm de Seattle.
Le 13 mai 2021, Seimone Augustus a annoncé sa retraite après quinze saisons à jouer en WNBA. Elle a été quatre fois championne de la WNBA, huit fois All-Star de la WNBA, une fois MVP des finales de la WNBA et elle a gagné la recrue de l'année de la WNBA lors de sa saison rookie. En plus de sa carrière WNBA décorée, elle a passé du temps à jouer à l'étranger en Russie et en Turquie, où elle a remporté l'EuroCup deux fois et la Coupe de Turquie une fois. Augustus a rejoint l'équipe d'entraîneurs des Sparks de Los Angeles.

### Draft
Le Liberty de New York a remporté le premier choix de la draft WNBA 2021 à la loterie, mais le choix a ensuite été échangé aux Wings de Dallas qui ont choisi Charli Collier.

#### Loterie pick
| Choix | Nom              | Position      | Nationalité | Équipe                                       | Provenance                    |
| ----- | ---------------- | ------------- | ----------- | -------------------------------------------- | ----------------------------- |
| 1     | Charli Collier   | Ailière forte | États-Unis  | Wings de Dallas (via le Storm et le Liberty) | Texas                         |
| 2     | Awak Kuier       | Pivot         | Finlande    | Wings de Dallas                              | Virtus Eirene Raguse (Italie) |
| 3     | Aari McDonald    | Arrière       | États-Unis  | Dream d'Atlanta                              | Arizona                       |
| 4     | Kysre Gondrezick | Arrière       | États-Unis  | Fever de l'Indiana                           | West Virginia                 |

### Période d'agents libres
La période d'agents libres a commencé le 15 janvier 2021 et les équipes ont pu signer officiellement les joueuses à partir du 1er février.

### Nouveaux entraîneurs
| Avant-saison       | Avant-saison            | Avant-saison            | Avant-saison |
| Équipe             | Ancien entraîneur       | Nouvel entraîneur       | Référence    |
| ------------------ | ----------------------- | ----------------------- | ------------ |
| Wings de Dallas    | Brian Agler             | Vickie Johnson          | ,            |
| Dream d'Atlanta    | Nicki Collen            | Mike Petersen           | [ 16 ]       |
| En cours de saison |                         |                         |              |
| Seattle Storm      | Dan Hughes              | Noelle Quinn            | [ 17 ]       |
| Atlanta Dream      | Mike Petersen (interim) | Darius Taylor (interim) | [ 18 ]       |

## Déroulement de la saison

### Saison régulière
| Classement | Classement                | Classement | Classement | Classement | Classement | Classement | Classement |
| No         | Franchise                 | Vic.       | Def.       | MJ         | V/D        | GB         |            |
| ---------- | ------------------------- | ---------- | ---------- | ---------- | ---------- | ---------- | ---------- |
| 1          | x - Sun du Connecticut    | 26         | 6          | 32         | .813       | -          |            |
| 2          | x - Aces de Las Vegas     | 24         | 8          | 32         | .750       | 2          |            |
| 3          | x - Lynx du Minnesota     | 22         | 10         | 32         | .688       | 4          |            |
| 4          | x - Storm de Seattle      | 21         | 11         | 32         | .656       | 5          |            |
| 5          | x - Mercury de Phoenix    | 19         | 13         | 32         | .594       | 7          |            |
| 6          | x - Sky de Chicago        | 16         | 16         | 32         | .500       | 10         |            |
| 7          | x - Wings de Dallas       | 14         | 18         | 32         | .438       | 12         |            |
| 8          | x - Liberty de New York   | 12         | 20         | 32         | .375       | 14         |            |
|            |                           |            |            |            |            |            |            |
| 9          | o - Mystics de Washington | 12         | 20         | 32         | .375       | 14         |            |
| 10         | o - Sparks de Los Angeles | 12         | 20         | 32         | .375       | 14         |            |
| 11         | o - Dream d'Atlanta       | 8          | 24         | 32         | .250       | 18         |            |
| 12         | o - Fever de l'Indiana    | 6          | 26         | 32         | .188       | 20         |            |

Notes
- x – Qualifié pour les playoffs
- o – Eliminé de la course aux playoffs

Depuis la saison 2016, le classement final est ordonné sans distinction de conférence.

### Commissioner's Cup
| 1 | Sun du Connecticut    | 9 | 1 | 10 | +122 |
| 2 | Sky de Chicago        | 6 | 4 | 10 | +33  |
| 3 | Liberty de New York   | 5 | 5 | 10 | -45  |
| 4 | Mystics de Washington | 4 | 6 | 10 | -35  |
| 5 | Dream d'Atlanta       | 4 | 6 | 10 | -31  |
| 6 | Fever de l'Indiana    | 2 | 8 | 10 | -44  |

| 1 | Storm de Seattle      | 8 | 2 | 10 | +57  |
| 2 | Lynx du Minnesota     | 7 | 3 | 10 | +52  |
| 3 | Aces de Las Vegas     | 6 | 4 | 10 | +50  |
| 4 | Mercury de Phoenix    | 5 | 5 | 10 | +4   |
| 5 | Wings de Dallas       | 3 | 7 | 10 | -14  |
| 6 | Sparks de Los Angeles | 1 | 9 | 10 | -149 |

### All-Star Game
| 14 juillet 2021 19h00 EDT | Rapport | Team USA 85, Team WNBA 93                           | Team USA 85, Team WNBA 93 | Team USA 85, Team WNBA 93                                         |  | Michelob Ultra Arena, Las Vegas, Nevada Affluence : 5,175 Arbitres : Kurt Walker Jeffrey Smith Angelica Suffern | ESPN, TSN3/5/SN |
| 14 juillet 2021 19h00 EDT | Rapport | Score par quart-temps : 28–25, 15–19, 23–22, 19–27  |                           |                                                                   |  | Michelob Ultra Arena, Las Vegas, Nevada Affluence : 5,175 Arbitres : Kurt Walker Jeffrey Smith Angelica Suffern | ESPN, TSN3/5/SN |
| 14 juillet 2021 19h00 EDT | Rapport | Score par mi-temps : 43-44, 42-49                   |                           |                                                                   |  | Michelob Ultra Arena, Las Vegas, Nevada Affluence : 5,175 Arbitres : Kurt Walker Jeffrey Smith Angelica Suffern | ESPN, TSN3/5/SN |
| 14 juillet 2021 19h00 EDT | Rapport | Brittney Griner (17) Sylvia Fowles (7) Sue Bird (8) | Points Rebonds Passes d.  | Arike Ogunbowale (26) Jonquel Jones (14) Courtney Vandersloot (7) |  | Michelob Ultra Arena, Las Vegas, Nevada Affluence : 5,175 Arbitres : Kurt Walker Jeffrey Smith Angelica Suffern | ESPN, TSN3/5/SN |

### Playoffs
|  | Premier tour          | Premier tour     |                      |      | Deuxième tour | Deuxième tour |  |  | Demi-finales | Demi-finales |  |  | Finale | Finale |
|  |                       |                  |                      |      |               |               |  |  |              |              |  |  |        |        |
|  |                       |                  |                      |      |               |               |  |  |              |              |  |  |        |        |
|  |                       |                  |                      |      |               |               |  |  |              |              |  |  |        |        |
|  |                       |                  |                      |      |               |               |  |  |              |              |  |  |        |        |
|  |                       |                  |                      |      |               |               |  |  |              |              |  |  |        |        |
|  |                       |                  |                      |      |               |               |  |  |              |              |  |  |        |        |
|  |                       |                  |                      |      |               |               |  |  |              |              |  |  |        |        |
|  |                       |                  |                      |      |               |               |  |  |              |              |  |  |        |        |
|  |                       |                  |                      |      |               |               |  |  |              |              |  |  |        |        |
|  |                       |                  |                      |      |               |               |  |  |              |              |  |  |        |        |
|  |                       |                  |                      |      |               |               |  |  |              |              |  |  |        |        |
|  |                       |                  |                      |      |               |               |  |  |              |              |  |  |        |        |
|  | 2 Aces de Las Vegas   | 2                |                      |      |               |               |  |  |              |              |  |  |        |        |
|  | 2 Aces de Las Vegas   | 2                |                      |      |               |               |  |  |              |              |  |  |        |        |
|  |                       |                  | 5 Mercury de Phoenix | 3    |               |               |  |  |              |              |  |  |        |        |
|  |                       |                  | 5 Mercury de Phoenix | 3    |               |               |  |  |              |              |  |  |        |        |
|  |                       |                  |                      |      |               |               |  |  |              |              |  |  |        |        |
|  |                       |                  |                      |      |               |               |  |  |              |              |  |  |        |        |
|  | 4 Storm de Seattle    | 80               |                      |      |               |               |  |  |              |              |  |  |        |        |
|  | 4 Storm de Seattle    | 80               |                      |      |               |               |  |  |              |              |  |  |        |        |
|  |                       |                  | 5 Mercury de Phoenix | 85OT |               |               |  |  |              |              |  |  |        |        |
|  | 5 Mercury de Phoenix  | 83               | 5 Mercury de Phoenix | 85OT |               |               |  |  |              |              |  |  |        |        |
|  | 5 Mercury de Phoenix  | 83               |                      |      |               |               |  |  |              |              |  |  |        |        |
|  | 8 Liberty de New York | 82               |                      |      |               |               |  |  |              |              |  |  |        |        |
|  | 8 Liberty de New York | 82               | 5 Mercury de Phoenix | 1    |               |               |  |  |              |              |  |  |        |        |
|  |                       |                  | 5 Mercury de Phoenix | 1    |               |               |  |  |              |              |  |  |        |        |
|  |                       | 6 Sky de Chicago | 3                    |      |               |               |  |  |              |              |  |  |        |        |
|  | 6 Sky de Chicago      | 6 Sky de Chicago | 3                    | 81   |               |               |  |  |              |              |  |  |        |        |
|  | 6 Sky de Chicago      |                  |                      | 81   |               |               |  |  |              |              |  |  |        |        |
|  | 7 Wings de Dallas     | 64               |                      |      |               |               |  |  |              |              |  |  |        |        |
|  | 7 Wings de Dallas     | 64               | 3 Lynx du Minnesota  | 76   |               |               |  |  |              |              |  |  |        |        |
|  |                       |                  | 3 Lynx du Minnesota  | 76   |               |               |  |  |              |              |  |  |        |        |
|  |                       |                  | 6 Sky de Chicago     | 89   |               |               |  |  |              |              |  |  |        |        |
|  |                       |                  | 6 Sky de Chicago     | 89   |               |               |  |  |              |              |  |  |        |        |
|  |                       |                  |                      |      |               |               |  |  |              |              |  |  |        |        |
|  |                       |                  |                      |      |               |               |  |  |              |              |  |  |        |        |
|  | 1 Sun du Connecticut  | 1                |                      |      |               |               |  |  |              |              |  |  |        |        |
|  | 1 Sun du Connecticut  | 1                |                      |      |               |               |  |  |              |              |  |  |        |        |
|  |                       |                  | 6 Sky de Chicago     | 3    |               |               |  |  |              |              |  |  |        |        |
|  |                       |                  | 6 Sky de Chicago     | 3    |               |               |  |  |              |              |  |  |        |        |
|  |                       |                  |                      |      |               |               |  |  |              |              |  |  |        |        |
|  |                       |                  |                      |      |               |               |  |  |              |              |  |  |        |        |
|  |                       |                  |                      |      |               |               |  |  |              |              |  |  |        |        |
|  |                       |                  |                      |      |               |               |  |  |              |              |  |  |        |        |
|  |                       |                  |                      |      |               |               |  |  |              |              |  |  |        |        |
|  |                       |                  |                      |      |               |               |  |  |              |              |  |  |        |        |
|  |                       |                  |                      |      |               |               |  |  |              |              |  |  |        |        |
|  |                       |                  |                      |      |               |               |  |  |              |              |  |  |        |        |
|  |                       |                  |                      |      |               |               |  |  |              |              |  |  |        |        |

#### Finales
Match 1
| 10 octobre 2021 15h00 EDT | Rapport | Mercury de Phoenix 77, Sky de Chicago 91                         | Mercury de Phoenix 77, Sky de Chicago 91 | Mercury de Phoenix 77, Sky de Chicago 91                          |  | Footprint Center Affluence : 10,191 Arbitres : Eric Brewton, Cheryl Flores, Isaac Barnett, Tiffany Bird | ABC, SN/NBA TV Canada |
| 10 octobre 2021 15h00 EDT | Rapport | Score par quart-temps : 25–20, 10–26, 26–28, 16–17               |                                          |                                                                   |  | Footprint Center Affluence : 10,191 Arbitres : Eric Brewton, Cheryl Flores, Isaac Barnett, Tiffany Bird | ABC, SN/NBA TV Canada |
| 10 octobre 2021 15h00 EDT | Rapport | Score par mi-temps : 35-46, 42-45                                |                                          |                                                                   |  | Footprint Center Affluence : 10,191 Arbitres : Eric Brewton, Cheryl Flores, Isaac Barnett, Tiffany Bird | ABC, SN/NBA TV Canada |
| 10 octobre 2021 15h00 EDT | Rapport | Brittney Griner (20) Brianna Turner (9) Skylar Diggins-Smith (4) | Points Rebonds Passes d.                 | Kahleah Copper (21) Kahleah Copper (10) Courtney Vandersloot (11) |  | Footprint Center Affluence : 10,191 Arbitres : Eric Brewton, Cheryl Flores, Isaac Barnett, Tiffany Bird | ABC, SN/NBA TV Canada |
| 10 octobre 2021 15h00 EDT | Rapport | Chicago méne la série 1 à 0                                      |                                          |                                                                   |  | Footprint Center Affluence : 10,191 Arbitres : Eric Brewton, Cheryl Flores, Isaac Barnett, Tiffany Bird | ABC, SN/NBA TV Canada |

Match 2
| 13 octobre 2021 21h00 EDT | Rapport | Mercury de Phoenix 91, Sky de Chicago 86                         | Mercury de Phoenix 91, Sky de Chicago 86 | Mercury de Phoenix 91, Sky de Chicago 86                               | OT | Footprint Center Affluence : 13,685 Arbitres : Roy Gulbeyan, Tim Greene, Tiffany Bird, Tiara Cruse | ESPN, TSN2 |
| 13 octobre 2021 21h00 EDT | Rapport | Score par quart-temps : 20–26, 20–14, 17–23, 22–16, OT : 12–7    |                                          |                                                                        | OT | Footprint Center Affluence : 13,685 Arbitres : Roy Gulbeyan, Tim Greene, Tiffany Bird, Tiara Cruse | ESPN, TSN2 |
| 13 octobre 2021 21h00 EDT | Rapport | Score par mi-temps : 40-40, 39-39                                |                                          |                                                                        | OT | Footprint Center Affluence : 13,685 Arbitres : Roy Gulbeyan, Tim Greene, Tiffany Bird, Tiara Cruse | ESPN, TSN2 |
| 13 octobre 2021 21h00 EDT | Rapport | Brittney Griner (29) Deux joueuses (9) Skylar Diggins-Smith (12) | Points Rebonds Passes d.                 | Courtney Vandersloot (20) Trois joueuses (9) Courtney Vandersloot (14) | OT | Footprint Center Affluence : 13,685 Arbitres : Roy Gulbeyan, Tim Greene, Tiffany Bird, Tiara Cruse | ESPN, TSN2 |
| 13 octobre 2021 21h00 EDT | Rapport | Égalité dans la série 1 à 1                                      |                                          |                                                                        | OT | Footprint Center Affluence : 13,685 Arbitres : Roy Gulbeyan, Tim Greene, Tiffany Bird, Tiara Cruse | ESPN, TSN2 |

Match 3
| 15 octobre 2021 21h00 EDT | Rapport | Sky de Chicago 86, Mercury de Phoenix 50                        | Sky de Chicago 86, Mercury de Phoenix 50 | Sky de Chicago 86, Mercury de Phoenix 50                         |  | Wintrust Arena Affluence : 10,387 Arbitres : Michael Price, Billy Smith, Maj Forsberg, Isaac Barnett | ESPN2, TSN2 |
| 15 octobre 2021 21h00 EDT | Rapport | Score par quart-temps : 20–11, 26–13, 16–14, 24–12              |                                          |                                                                  |  | Wintrust Arena Affluence : 10,387 Arbitres : Michael Price, Billy Smith, Maj Forsberg, Isaac Barnett | ESPN2, TSN2 |
| 15 octobre 2021 21h00 EDT | Rapport | Score par mi-temps : 46-24, 40-26                               |                                          |                                                                  |  | Wintrust Arena Affluence : 10,387 Arbitres : Michael Price, Billy Smith, Maj Forsberg, Isaac Barnett | ESPN2, TSN2 |
| 15 octobre 2021 21h00 EDT | Rapport | Kahleah Copper (22) Azurá Stevens (6) Courtney Vandersloot (10) | Points Rebonds Passes d.                 | Brittney Griner (16) Brianna Turner (7) Skylar Diggins-Smith (3) |  | Wintrust Arena Affluence : 10,387 Arbitres : Michael Price, Billy Smith, Maj Forsberg, Isaac Barnett | ESPN2, TSN2 |
| 15 octobre 2021 21h00 EDT | Rapport | Chicago méne la série 2 à 1                                     |                                          |                                                                  |  | Wintrust Arena Affluence : 10,387 Arbitres : Michael Price, Billy Smith, Maj Forsberg, Isaac Barnett | ESPN2, TSN2 |

Match 4
| 17 octobre 2021 15h00 EDT | Rapport | Sky de Chicago 80, Mercury de Phoenix 74                         | Sky de Chicago 80, Mercury de Phoenix 74 | Sky de Chicago 80, Mercury de Phoenix 74                          |  | Wintrust Arena Affluence : 10,387 Arbitres : Roy Gulbeyan, Eric Brewton, Tiara Cruse, Isaac Barnett | ESPN, SN/NBA TV Canada |
| 17 octobre 2021 15h00 EDT | Rapport | Score par quart-temps : 25–28, 12–16, 17–19, 26–11               |                                          |                                                                   |  | Wintrust Arena Affluence : 10,387 Arbitres : Roy Gulbeyan, Eric Brewton, Tiara Cruse, Isaac Barnett | ESPN, SN/NBA TV Canada |
| 17 octobre 2021 15h00 EDT | Rapport | Score par mi-temps : 37-44, 43-30                                |                                          |                                                                   |  | Wintrust Arena Affluence : 10,387 Arbitres : Roy Gulbeyan, Eric Brewton, Tiara Cruse, Isaac Barnett | ESPN, SN/NBA TV Canada |
| 17 octobre 2021 15h00 EDT | Rapport | Allie Quigley (26) Candace Parker (13) Courtney Vandersloot (15) | Points Rebonds Passes d.                 | Brittney Griner (28) Brianna Turner (12) Skylar Diggins-Smith (8) |  | Wintrust Arena Affluence : 10,387 Arbitres : Roy Gulbeyan, Eric Brewton, Tiara Cruse, Isaac Barnett | ESPN, SN/NBA TV Canada |
| 17 octobre 2021 15h00 EDT | Rapport | Chicago remporte le titre 3 à 1                                  |                                          |                                                                   |  | Wintrust Arena Affluence : 10,387 Arbitres : Roy Gulbeyan, Eric Brewton, Tiara Cruse, Isaac Barnett | ESPN, SN/NBA TV Canada |

## Statistiques

### Meilleures joueuses par statistiques
| Catégorie                      | Joueuse              | Équipe      | Stat. |
| ------------------------------ | -------------------- | ----------- | ----- |
| Points par match               | Tina Charles         | Washington  | 23,4  |
| Rebonds par match              | Jonquel Jones        | Connecticut | 11,2  |
| Passes par match               | Courtney Vandersloot | Chicago     | 8,6   |
| Interceptions par match        | Brittney Sykes       | Los Angeles | 1,8   |
| Contres par match              | Brittney Griner      | Phoenix     | 1,9   |
| Ballons perdus par match       | Natasha Howard       | New York    | 3,8   |
| Minutes jouées par match       | Napheesa Collier     | Minnesota   | 34,6  |
| Pourcentage de réussite        | Sylvia Fowles        | Minnesota   | 64,0% |
| Pourcentage à 3 points         | Epiphanny Prince     | Seattle     | 50,0% |
| Pourcentage aux lancers francs | Allie Quigley        | Chicago     | 94,4% |

| Catégorie                      | Joueuse                     | Équipe      | Stat. |
| ------------------------------ | --------------------------- | ----------- | ----- |
| Points par match               | Brittney Griner             | Phoenix     | 21,8  |
| Rebonds par match              | Brianna Turner              | Phoenix     | 9,9   |
| Passes par match               | Courtney Vandersloot        | Chicago     | 10,2  |
| Interceptions par match        | Candace Parker              | Chicago     | 2,1   |
| Contres par match              | Brianna Turner              | Phoenix     | 1,9   |
| Ballons perdus par match       | Kayla McBride Aerial Powers | Minnesota   | 6,0   |
| Minutes jouées par match       | Mercedes Russell            | Seattle     | 45,0  |
| Pourcentage de réussite        | Brionna Jones               | Connecticut | 59,4% |
| Pourcentage à 3 points         | Natisha Hiedeman            | Connecticut | 60,0% |
| Pourcentage aux lancers francs | Allie Quigley               | Chicago     | 100%  |

### Statistiques d'équipe
| Catégorie                        | Équipe              | Stat. |
| -------------------------------- | ------------------- | ----- |
| Points par match                 | Aces de Las Vegas   | 89,3  |
| Rebonds par match                | Aces de Las Vegas   | 38,7  |
| Passes par match                 | Sky de Chicago      | 21,8  |
| Interceptions par match          | Dream d'Atlanta     | 8,9   |
| Contres par match                | Mercury de Phoenix  | 5,2   |
| Pertes de balles par match (min) | Aces de Las Vegas   | 11,8  |
| Pertes de balles par match (max) | Liberty de New York | 16,9  |
| Pourcentage de réussite          | Aces de Las Vegas   | 47,2% |
| Pourcentage à 3 points           | Storm de Seattle    | 37,9% |
| Pourcentage aux lancers francs   | Sky de Chicago      | 84,5% |
| Différentiel de points (+)       | Sun du Connecticut  | + 9,8 |
| Différentiel de points (-)       | Fever de l'Indiana  | - 9,8 |

| Catégorie                        | Équipe             | Stat.  |
| -------------------------------- | ------------------ | ------ |
| Points par match                 | Aces de Las Vegas  | 84,8   |
| Rebonds par match                | Storm de Seattle   | 39,0   |
| Passes par match                 | Sky de Chicago     | 21,6   |
| Interceptions par match          | Sun du Connecticut | 9,0    |
| Contres par match                | Storm de Seattle   | 7,0    |
| Pertes de balles par match (min) | Aces de Las Vegas  | 9,8    |
| Pertes de balles par match (max) | Lynx du Minnesota  | 20,0   |
| Pourcentage de réussite          | Sky de Chicago     | 46,8%  |
| Pourcentage à 3 points           | Lynx du Minnesota  | 50,0%  |
| Pourcentage aux lancers francs   | Storm de Seattle   | 93,8%  |
| Différentiel de points (+)       | Sky de Chicago     | + 8,9  |
| Différentiel de points (-)       | Wings de Dallas    | - 17,0 |

## Récompenses

### Trophées annuels
| Récompenses                       | Vainqueur                                | Deuxième/Troisième                                                        |
| --------------------------------- | ---------------------------------------- | ------------------------------------------------------------------------- |
| WNBA Most Valuable Player         | Jonquel Jones (Sun du Connecticut)       | Brittney Griner (Mercury de Phoenix) Breanna Stewart (Storm de Seattle)   |
| WNBA Defensive Player of the Year | Sylvia Fowles (Lynx du Minnesota)        | Brittney Sykes (Sparks de Los Angeles) Jonquel Jones (Sun du Connecticut) |
| WNBA Rookie of the Year           | Michaela Onyenwere (Liberty de New York) | Aari McDonald (Dream d'Atlanta) DiDi Richards (Liberty de New York)       |
| WNBA Sixth Woman of the Year      | Kelsey Plum (Aces de Las Vegas)          | Dearica Hamby (Aces de Las Vegas) Marina Mabrey (Wings de Dallas)         |
| WNBA Most Improved Player         | Brionna Jones (Sun du Connecticut)       | Kelsey Plum (Aces de Las Vegas) Marina Mabrey (Wings de Dallas)           |
| WNBA Coach of the Year            | Curt Miller (Sun du Connecticut)         | Cheryl Reeve (Lynx du Minnesota) Bill Laimbeer (Aces de Las Vegas)        |

- MVP des Finales WNBA :  Kahleah Copper (Sky de Chicago)[25]
- MVP de la Commissioner's Cup :  Breanna Stewart (Storm de Seattle)
- MVP All-Star Game :  Arike Ogunbowale (Wings de Dallas)
- WNBA Executive of the Year :  Dan Padover (Aces de Las Vegas)[26]
- Kim Perrot Sportsmanship Award :  Nneka Ogwumike (Sparks de Los Angeles)[27]
- WNBA Community Assist Award :  Amanda Zahui B. (Liberty de New York)[28]

| - All-WNBA First Team : - Jonquel Jones (Sun du Connecticut) - Skylar Diggins-Smith (Mercury de Phoenix) - Brittney Griner (Mercury de Phoenix) - Breanna Stewart (Storm de Seattle) - Jewell Loyd (Storm de Seattle) | - All-WNBA Second Team : - A'ja Wilson (Aces de Las Vegas) - Sylvia Fowles (Lynx du Minnesota) - Arike Ogunbowale (Wings de Dallas) - Tina Charles (Mystics de Washington) - Courtney Vandersloot (Sky de Chicago) |

| - WNBA All-Defensive First Team : - Jonquel Jones (Sun du Connecticut) - Brianna Turner (Mercury de Phoenix) - Sylvia Fowles (Lynx du Minnesota) - Brittney Sykes (Sparks de Los Angeles) - Briann January (Sun du Connecticut) | - WNBA All-Defensive Second Team : - Breanna Stewart (Storm de Seattle) - Brionna Jones (Sun du Connecticut) - Brittney Griner (Mercury de Phoenix) - Jasmine Thomas (Sun du Connecticut) - Ariel Atkins (Mystics de Washington) |

| - WNBA All-Rookie First Team : - Aari McDonald (Dream d'Atlanta) - Michaela Onyenwere (Liberty de New York) - Charli Collier (Wings de Dallas) - Didi Richards (Liberty de New York) - Dana Evans (Sky de Chicago) |

### Joueuses de la semaine
| Semaine      | Conférence Est                              | Conférence Ouest                                |
| ------------ | ------------------------------------------- | ----------------------------------------------- |
| 24 mai       | Sabrina Ionescu (Liberty de New York) (1/1) | Breanna Stewart (Storm de Seattle) (1/3)        |
| 1er juin     | Betnijah Laney (Liberty de New York) (1/1)  | Brittney Griner (Mercury de Phoenix) (1/5)      |
| 7 juin       | Jonquel Jones (Sun du Connecticut) (1/4)    | Jewell Loyd (Storm de Seattle) (1/1)            |
| 14 juin      | Tina Charles (Mystics de Washington) (1/2)  | Breanna Stewart (Storm de Seattle) (2/3)        |
| 21 juin      | Courtney Vandersloot (Sky de Chicago) (1/1) | Breanna Stewart (Storm de Seattle) (3/3)        |
| 28 juin      | DeWanna Bonner (Sun du Connecticut) (1/1)   | Sylvia Fowles ( Lynx du Minnesota) (1/1)        |
| 6 juillet    | Brionna Jones (Sun du Connecticut) (1/1)    | A'ja Wilson (Aces de Las Vegas) (1/1)           |
| 12 juillet   | Jonquel Jones (Sun du Connecticut) (2/4)    | Brittney Griner (Mercury de Phoenix) (2/5)      |
| 23 août      | Jonquel Jones (Sun du Connecticut) (3/4)    | Brittney Griner (Mercury de Phoenix) (3/5)      |
| 30 août      | Brionna Jones (Sun du Connecticut) (2/2)    | Skylar Diggins-Smith (Mercury de Phoenix) (1/1) |
| 6 septembre  | Jonquel Jones (Sun du Connecticut) (4/4)    | Brittney Griner (Mercury de Phoenix) (4/5)      |
| 13 septembre | Tina Charles (Mystics de Washington) (2/2)  | Brittney Griner (Mercury de Phoenix) (5/5)      |
| 20 septembre | Natasha Howard (Liberty de New York) (1/1)  | Kelsey Plum (Aces de Las Vegas) (1/1)           |

### Joueuses du mois
| Mois      | Conférence Est                               | Conférence Ouest                         |
| --------- | -------------------------------------------- | ---------------------------------------- |
| mai       | Jonquel Jones (Sun du Connecticut) (1/3)     | Breanna Stewart (Storm de Seattle) (1/1) |
| juin      | Tina Charles (Mystics de Washington) (1/1)   | A'ja Wilson (Aces de Las Vegas) (1/1)    |
| août      | Jonquel Jones (2) (Sun du Connecticut) (2/3) | Sylvia Fowles (Lynx du Minnesota) (1/1)  |
| septembre | Jonquel Jones (3) (Sun du Connecticut) (3/3) | Kelsey Plum (Aces de Las Vegas) (1/1)    |

### Rookies du mois
| Mois      | Joueuse                                        |
| --------- | ---------------------------------------------- |
| mai       | Michaela Onyenwere (Liberty de New York) (1/4) |
| juin      | Michaela Onyenwere (Liberty de New York) (2/4) |
| août      | Michaela Onyenwere (Liberty de New York) (3/4) |
| septembre | Michaela Onyenwere (Liberty de New York) (4/4) |

### Entraîneurs du mois
| Mois      | Coach                                    |
| --------- | ---------------------------------------- |
| mai       | Walt Hopkins (Liberty de New York) (1/1) |
| juin      | / James Wade (Sky de Chicago) (1/1)      |
| août      | Curt Miller (Sun du Connecticut) (1/2)   |
| septembre | Curt Miller (Sun du Connecticut) (2/2)   |

## Pour approfondir